# Бийч Бойс
„Бийч Бойс“ (на английски: The Beach Boys) е поп и рок група в щата Калифорния, САЩ.
Тя е много популярна през 1960-те и 1970-те години. Поставяна е на първо място по популярност в САЩ. Списанието „Ролинг Стоун“ ги поставя на 12-о място в списъка на най-великите изпълнители за всички времена. Групата е включена в Залата на славата на рокендрола през 1998 година.

## Кратка история
Създадена е през 1961 година. Групата става олицетворение на духа, който цари в Калифорния по това време – младостта, сърфа, откритите коли и момичетата. През 1966 година те са единствената група, способна да съперничи на Бийтълс. Първоначалният състав е от братята Брайън, Денис и Карл, братовчед им Майк Лъв и техният приятел Алан (Ал) Джардайн. Денис умира през 1983 година, а Карл през 1998.
Кариерата на Бийч Бойс е съпроводена с много промени, съдебни дела, противоречия и борби. Но на 13 юни 2006 година живите членове: Брайън Уилсън, Майк Лъв, Ал Джардайн, Брус Джонстън и Дейвид Маркс оставят настрана различията си и се събират на юбилеен концерт.

## Участници
При образуването на групата през 1961 година тя се състои от братята Уилсън, техния братовчед Майк Лъв и приятелят им Ал Джардийн. Джардийн скоро напуска и е заменен от Дейвид Маркс, но 16 месеца по-късно се връща. Брайън Уилсън се отказва от участие в турнета през 1965 година и е заместван, първоначално от Глен Кембъл, а след това от Брус Джонстън, който по-късно става и постоянен член на групата.
В началото на 70-те години към Бийч Бойс се присъединяват Рики Фатар и Блонди Чаплин, дотогавашни членове на Флейм, които остават в продължение на няколко години. След смъртта на Денис и Карл Уилсън, Бийч Бойс включва Брайън Уилсън, Майк Лъв, Ал Джардайн и Брус Джонстън. Майк Лъв използва името Бийч Бойс и за своята концертна група.

## Дискография

### Албуми
| - Surfin' Safari (1962) - Surfin' USA (1963) - Surfer Girl (1963) - Little Deuce Coupe (1963) - Shut Down Volume 2 (1964) - All Summer Long (1964) - The Beach Boys' Christmas Album (1964) - Today! (1965) - Summer Days (and Summer Nights!!) (1965) - Beach Boys' Party! (1965) - Pet Sounds (1966) - Smiley Smile (1967) - Wild Honey (1967) - Friends (1968) | - 20/20 (1969) - Sunflower (1970) - Surf's Up (1971) - Carl and the Passions – „So Tough“ (1972) - Holland (1973) - 15 Big Ones (1976) - Love You (1977) - M.I.U. Album (1978) - L.A. (Light Album) (1979) - Keepin' the Summer Alive (1980) - The Beach Boys (1985) - Still Cruisin' (1989) - Summer in Paradise (1992) - Stars and Stripes Vol. 1 (1996) |

### Песни
- Good Vibrations (1966)